# Dede Dekaj
Dede Dekaj (ur. 20 lutego 1970) – albański sztangista, olimpijczyk z Barcelony.
Dwukrotnie uczestniczył w mistrzostwach Europy, w 1990 i 1991 roku. Nie wywalczył na tych czempionatach żadnego medalu. W 1991 zdobył srebrny medal igrzysk śródziemnomorskich w kategorii wagowej 110 kg.
W 1992 brał udział w letnich igrzyskach olimpijskich w Barcelonie. W swojej kategorii wagowej (do 110 kg) zajął 9. pozycję, uzyskując 380 kg w dwuboju.

## Osiągnięcia
| Rok  | Zawody                      | Miasto       | Miejsce | Kategoria | Wynik    | Źródło |
| ---- | --------------------------- | ------------ | ------- | --------- | -------- | ------ |
| 1990 | Mistrzostwa Europy          | Aalborg      | 10.     | +110 kg   | 320 kg   | [ 4 ]  |
| 1991 | Mistrzostwa Europy          | Władysławowo | 7.      | 110 kg    | 352,5 kg | [ 5 ]  |
| 1991 | Igrzyska śródziemnomorskie  | Ateny        | 2.      | 110 kg    | 355 kg   | [ 6 ]  |
| 1992 | Letnie igrzyska olimpijskie | Barcelona    | 9.      | 110 kg    | 380 kg   | [ 3 ]  |